# Conference Carolinas 2015 (pallavolo maschile)
La Conference Carolinas 2015 si è svolta dal 13 gennaio al 22 aprile 2015: al torneo hanno partecipato 10 squadre universitarie statunitensi e la vittoria finale è andata per la terza volta alla Pfeiffer University.

## Regolamento
È prevista una stagione regolare che vede le dieci formazioni impegnate nella conference affrontarsi due volte tra loro, per un totale di diciotto incontri ciascuna; parallelamente vengono disputati anche degli incontri extra-conference contro formazioni appartenenti ad altre conference o non affiliate ad alcuna di esse, dando vita a due classifiche separate una relativa alla Conference Carolinas ed una totale.
- Le prime otto classificate nella classifica della Conference Carolinas accedono al torneo di conference, dove vengono accoppiate col metodo della serpentina e affrontano quarti di finale, semifinali e finale in gara secca;
- La squadra vincitrice del torneo di conference, in virtù della vittoria, ottiene automaticamente il diritto di partecipare alla Final 6 NCAA, mentre le formazioni uscite sconfitte possono essere ripescate sulla base della classifica totale, che assegna attraverso un bye gli ultimi due posti disponibili in Final 6.

## Squadre partecipanti
| Club                       | Città            | Impianto                              | Stagione precedente                                                        |
| -------------------------- | ---------------- | ------------------------------------- | -------------------------------------------------------------------------- |
| Barton Bulldogs            | Wilson           | Wilson Gymnasium Wilson               | 5ª in Conference Carolinas, Semifinali                                     |
| Belmont Abbey Crusaders    | Belmont          | Wheeler Center Belmont                | 8ª in Conference Carolinas                                                 |
| Emmanuel Lions             | Franklin Springs | Shaw Athletic Center Franklin Springs | -                                                                          |
| Erskine Flying Fleet       | Due West         | Belk Arena Due West                   | 1ª in Conference Carolinas, Vincitrice Quarti di finale in NCAA Division I |
| King Tornado               | Bristol          | Student Center Complex Bristol        | 6ª in Conference Carolinas                                                 |
| Lees-McRae Bobcats         | Banner Elk       | Williams Gymnasium Banner Elk         | 6ª in Conference Carolinas, Quarti di finale                               |
| Limestone Saints           | Gaffney          | Timken Center Gaffney                 | 4ª in Conference Carolinas, Quarti di finale                               |
| Mount Olive Trojans        | Mount Olive      | Kornegay Arena Mount Olive            | 2ª in Conference Carolinas, Finale                                         |
| North Greenville Crusaders | Tigerville       | Hayes Gymnasium Tigerville            | -                                                                          |
| Pfeiffer Falcons           | Misenheimer      | Merner Gym Misenheimer                | 2ª in Conference Carolinas, Semifinali                                     |

## Campionato

### Regular season

#### Classifica
| Pos. | Squadra          | Conference | Conference | Conference | Conference | Overall | Overall | Overall | Overall |
| Pos. | Squadra          | Pt.        | G          | V          | P          | Pt.     | G       | V       | P       |
| ---- | ---------------- | ---------- | ---------- | ---------- | ---------- | ------- | ------- | ------- | ------- |
| 1.   | Pfeiffer         | .944       | 18         | 17         | 1          | .840    | 25      | 21      | 4       |
| 2.   | Erskine          | .833       | 18         | 15         | 3          | .750    | 28      | 21      | 7       |
| 3.   | Mount Olive      | .611       | 18         | 11         | 7          | .577    | 26      | 15      | 11      |
| 3.   | Limestone        | .611       | 18         | 11         | 7          | .483    | 29      | 14      | 15      |
| 5.   | King             | .556       | 18         | 10         | 8          | .536    | 28      | 15      | 13      |
| 6.   | Belmont Abbey    | .500       | 18         | 9          | 9          | .481    | 27      | 13      | 14      |
| 6.   | Barton           | .500       | 18         | 9          | 9          | .419    | 31      | 13      | 18      |
| 8.   | North Greenville | .222       | 18         | 4          | 14         | .333    | 30      | 10      | 20      |
| 9.   | Emmanuel         | .111       | 18         | 2          | 16         | .174    | 23      | 4       | 19      |
| 9.   | Lees-McRae       | .111       | 18         | 2          | 16         | .136    | 22      | 3       | 19      |

| Al torneo di Conference |

### Torneo di Conference
|  | Quarti di finale | Quarti di finale | Quarti di finale |         |             | Semifinali | Semifinali | Semifinali |  |  | Finale | Finale   | Finale |
|  |                  |                  |                  |         |             |            |            |            |  |  |        |          |        |
|  | 1                | Pfeiffer         | 3                |         |             |            |            |            |  |  |        |          |        |
|  | 8                | North Greenville | 0                |         |             |            |            |            |  |  |        |          |        |
|  | 8                | North Greenville | 0                |         | 1           | Pfeiffer   | 3          |            |  |  |        |          |        |
|  |                  |                  |                  |         | 1           | Pfeiffer   | 3          |            |  |  |        |          |        |
|  |                  | 4                | Limestone        | 0       |             |            |            |            |  |  |        |          |        |
|  | 4                | 4                | Limestone        | 0       | Limestone   | 3          |            |            |  |  |        |          |        |
|  | 4                |                  |                  |         | Limestone   | 3          |            |            |  |  |        |          |        |
|  | 5                | King             | 2                |         |             |            |            |            |  |  |        |          |        |
|  |                  |                  |                  |         |             |            |            |            |  |  | 1      | Pfeiffer | 3      |
|  |                  |                  | 2                | Erskine | 0           |            |            |            |  |  |        |          |        |
|  | 2                | Erskine          | 3                |         |             |            |            |            |  |  |        |          |        |
|  | 7                | Barton           | 0                |         |             |            |            |            |  |  |        |          |        |
|  | 7                | Barton           | 0                |         | 2           | Erskine    | 3          |            |  |  |        |          |        |
|  |                  |                  |                  |         | 2           | Erskine    | 3          |            |  |  |        |          |        |
|  |                  | 6                | Belmont Abbey    | 0       |             |            |            |            |  |  |        |          |        |
|  | 3                | 6                | Belmont Abbey    | 0       | Mount Olive | 3          |            |            |  |  |        |          |        |
|  | 3                |                  |                  |         | Mount Olive | 3          |            |            |  |  |        |          |        |
|  | 6                | Belmont Abbey    | 0                |         |             |            |            |            |  |  |        |          |        |

## Premi individuali
| Premio                               | Giocatrice         | Squadra          |
| ------------------------------------ | ------------------ | ---------------- |
| MVP                                  | Fabio Diniz        | Pfeiffer         |
| All-Tournament Team                  | Sonny Hirini       | Pfeiffer         |
| All-Tournament Team                  | David Specian      | Pfeiffer         |
| All-Tournament Team                  | Dylan Lavner       | Limestone        |
| All-Tournament Team                  | Peyton Schirman    | Mount Olive      |
| All-Tournament Team                  | Michael Schneck    | Erskine          |
| All-Tournament Team                  | Omar Meléndez      | Erskine          |
| Player of the Year                   | Brady Markle       | Lees-McRae       |
| Defensive player of the Year         | Michael McMahon    | Barton           |
| Freshman of the Year                 | Nick Drooker       | King             |
| Coach of the Year                    | Paul Lawson        | Pfeiffer         |
| All-Conference Carolinas First Team  | Michael Michelau   | Erskine          |
| All-Conference Carolinas First Team  | Brady Markle       | Lees-McRae       |
| All-Conference Carolinas First Team  | Nolan Albrecht     | Belmont Abbey    |
| All-Conference Carolinas First Team  | Pierre Tang-Taye   | Barton           |
| All-Conference Carolinas First Team  | Roberto Pérez      | Erskine          |
| All-Conference Carolinas First Team  | David Specian      | Pfeiffer         |
| All-Conference Carolinas First Team  | Michael McMahon    | Barton           |
| All-Conference Carolinas Second Team | Fabio Diniz        | Pfeiffer         |
| All-Conference Carolinas Second Team | Sonny Hirini       | Pfeiffer         |
| All-Conference Carolinas Second Team | Jonathan Martínez  | Pfeiffer         |
| All-Conference Carolinas Second Team | Andrew Sydow       | Mount Olive      |
| All-Conference Carolinas Second Team | Edward Moushikhian | King             |
| All-Conference Carolinas Second Team | Tyler Yanez        | Mount Olive      |
| All-Conference Carolinas Second Team | Josh Donahue       | Mount Olive      |
| All-Conference Carolinas Third Team  | Joel Muhlbach      | Limestone        |
| All-Conference Carolinas Third Team  | Matthew McManaway  | North Greenville |
| All-Conference Carolinas Third Team  | Bret Rutledge      | Mount Olive      |
| All-Conference Carolinas Third Team  | Bruno Kretzschmar  | Limestone        |
| All-Conference Carolinas Third Team  | Tanner Medina      | Barton           |
| All-Conference Carolinas Third Team  | Federico Pagliara  | Barton           |
| All-Conference Carolinas Third Team  | Dustin King        | North Greenville |

## Verdetti
| Squadra  | Qualificazione  |
| -------- | --------------- |
| Pfeiffer | NCAA Division I |